# Александра Пападопулу
Алекса̀ндра Пападопу̀лу (на гръцки: Αλεξάνδρα Παπαδοπούλου) e гръцка просветна деятелка и писателка от края на XIX - началото на XX век, първата гръцка прозаичка, представителка на така нареченото „Поколение от 1880 година“, когато е разцветът на прозата в гръцката литература.

## Биография
Родена е в 1867 година в Цариград, Османската империя, в семейството на военния лекар в османската войска Василиос Пападопулос и Елени Фалиери. Има брат Йоанис (Цанис) Пападопулос, който става професор по средновековна литература в Солунския университет. Александра Пападопулу завършва Цариградското девическо училище „Палада“. В 1889 година получава диплома за учителка и преподава в Силиврия и Василевуса. Учителства и в родния си град.
След това в 1905 година е поканена от Стефан Нукас да стане учителка и да организира създаденото от него гръцко девическо училище в Солун. Пападопулу поема ръководството на училището и развива широка учителска дейност в Солун, като също така спомага за изпращането на много гръцки учителки в различни села в Македония.
Освен с работата си в образоването, Пападопулу е известна писателка и една от първите феминистки за времето си. Пише кратки разкази и романи, сред които са „Перипетиите на даскалъка“ (Περιπέτειαι μιας διδασκαλίσσης, 1891) и „В манастира“ (Στο Μοναστήρι), преиздадени в 2005 година от атинското издателство „Патаки“. Пападопулу е първата писателка, чиято работа е призната и от нейните съвременници. Основни характеристики в творбите ѝ са фините наблюдения на авторката, психологическото проникване и ироничият подход. Пападопулу пише под много псевдоними, за да скрие пола си, тъй като се сблъсква с подигравки и преследване в консервативните кръгове затова, че е жена и е писателка. Псевдонимите, под които пише са Сатаниски (Σατανίσκη), Санко Пансас (Σάνκο Πάνσας), Византис (Βυζαντίς), Воспорис (Βοσπορίς), Анатолитиса (Ανατολίτισσα), Тракопула (Θρακοπούλα).
Сътрудничи с много вестници и списания в Цариград и Атина.
Умира на 8 март 1906 година в болница в Цариград, докато се лекува от рак на стомаха.

## Творчество
Сред известните творби на Александра Пападопулу са:

### Самостоятелни творби
- «Δεσμίς διηγημάτων», сборник разкази (1889)
- «Διηγήματα. Μέρος Α’», сборник разкази (1891)
- «Ημερολόγιον της δεσποινίδος Λεσβίου», роман (1894)
- «Η θεία Ευτυχία», роман
  - Παπαδοπούλου, Αλεξάνδρα. Η θεία Ευτυχία.   Βιβλιοπωλείον της Εστίας, 1988. ISBN 960-05-0015-0.
- «Κόρη ευπειθής και άλλα διηγήματα»
  - Παπαδοπούλου, Αλεξάνδρα. Κόρη ευπειθής και άλλα διηγήματα.   Νεφέλη, 1993. ISBN 960-211-148-8.
- «Στο Μοναστήρι»
- «Περιπέτειες μιας διδασκαλίσσης» (1891)
  - Παπαδοπούλου, Αλεξάνδρα. Περιπέτειαι μιας διδασκαλίσσης. Στο Μοναστήρι.   Εκδόσεις Πατάκη, 2005. ISBN 960-16-1392-7.
- «Διηγήματα», сборник разкази
  - Παπαδοπούλου, Αλεξάνδρα. Διηγήματα.   24 γράμματα, 2017. ISBN 978-618-5302-31-3.

### В сборници
- «Ελληνικά διηγήματα», Εκδόσεις Πατάκη (2004)